# Hüllhorst (Ortschaft)
Hüllhorst ist ein Ortsteil der gleichnamigen Gemeinde Hüllhorst im nordrhein-westfälischen Kreis Minden-Lübbecke und war früher eine selbständige Gemeinde. Der Ort hat rund 2700 Einwohner. Die Ortschaft ist Verwaltungssitz der Gemeinde, aber weder hinsichtlich der Fläche noch der Einwohnerzahl deren größter Ortsteil. Hüllhorst liegt im Zentrum der Gemeinde und grenzt als einziger Ortsteil nur an andere Ortsteile der Gemeinde. Hüllhorst ist ein typisches Straßendorf, das heißt, im Wesentlichen liegen die Häuser beiderseits der Hauptstraße, die das Dorf von Norden nach Süden durchquert. Daneben gehören zur Ortschaft einige Einzelhöfe, wie zum Beispiel der Hobrink, und kleinere Weiler und Neubausiedlungen. Nach Norden geht die Bebauung mittlerweile übergangslos in das Dorf Ahlsen über.

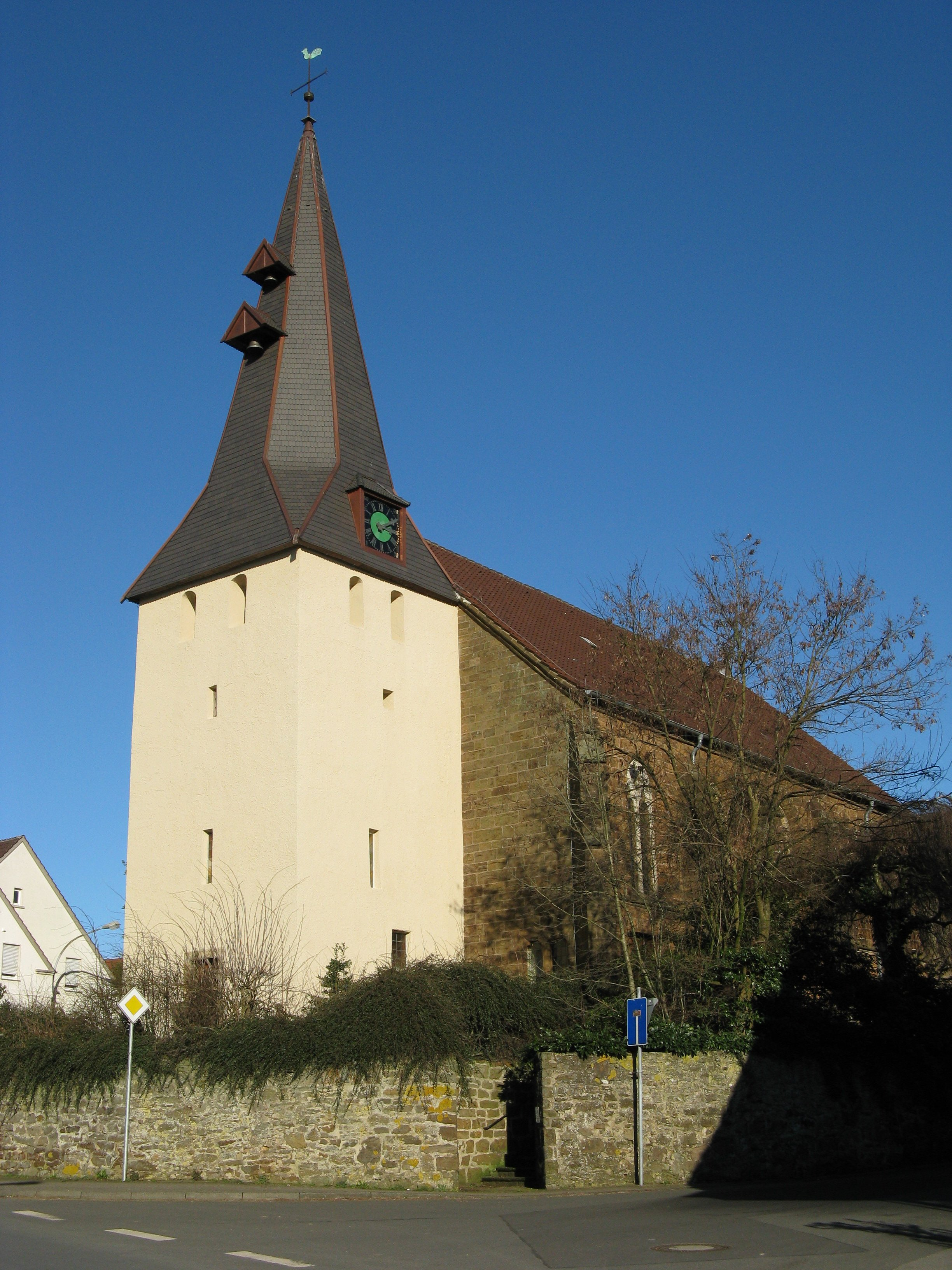
Die Kirche der Ortschaft Hüllhorst

Hüllhorst ist der Sitz der gleichnamigen Kirchengemeinde, zu der ferner die Ortschaften Büttendorf, Ahlsen-Reineberg und Tengern gehören.
Bis zum 31. Dezember 1972 war Hüllhorst eine Gemeinde mit weniger als 2000 Einwohnern im Amt Hüllhorst (Kreis Lübbecke). Der Sitz des Amtes war folglich in Hüllhorst.

## Geografie
Das Gebiet der Ortschaft gehört komplett zur Ravensberger Mulde. Es ist hügelig, besitzt eine Lößauflage und wird überwiegend ackerbaulich genutzt. Bäche haben zahlreiche Täler geschaffen, deren bekanntestes das Nachtigallental ist. In diesen Tälern finden sich im Wesentlichen das Grünland und die zahlreichen kleinen Wälder der Ortschaft, die im Volksmund "Busch" genannt werden und überwiegend aus Niederwäldern bestehen. Diese Wälder nehmen zwar nur einen vergleichsweise geringen Flächenanteil ein (rund 5 % der Fläche), geben dem Gebiet aber ein parkähnliches Aussehen.

## Infrastruktur
In den letzten 20 Jahren hat sich das Ortsbild stark verändert. So gab es bis in die 1980er Jahre lediglich so genannte Tante-Emma-Läden innerhalb des Dorfes, bei denen man teilweise zu jeder Tag- und Nachtstunde etwas erwerben konnte und die noch die altertümliche Bezeichnung Kolonialwarenhändler trugen. Mittlerweile wurden aber mehrere moderne Supermärkte gebaut. Andere Einrichtungen eines Unterzentrums, über die die Altgemeinde einst verfügte, sind allerdings nicht mehr vorhanden, wie z. B. die ehemalige Polizeidienststelle und die Post.
Hüllhorst verfügt u. a. über eine Tankstelle, eine Fahrschule, eine Tierarztpraxis und ein Schreibwarengeschäft.
Mehrere Bushaltestellen gewährleisten die unmittelbare Anbindung der Ortschaft an die Mittelzentren Löhne, Bad Oeynhausen und Lübbecke.
In Hüllhorst liegt die Gesamtschule der Gemeinde Hüllhorst.